# Ва-банк 3
«Винчи» (пол. Vinci); в российском прокате «Ва-банк 3» — детективная комедия польского режиссёра Юлиуша Махульского 2004 года выпуска.
Теглайн фильма: «Идеальное преступление — это почти искусство».
Фильм не входит в дилогию Юлиуша Махульского «Ва-банк», поскольку его сюжет никак не связан с фильмами «Ва-банк» и «Ва-банк 2, или Ответный удар», действия которых происходят в середине 1930-х годов. В оригинале фильм называется просто «Винчи», а «Ва-банк 3» ему добавили российские прокатчики.

## Сюжет
Два поляка — Цума (Роберт Венцкевич) и Юлиан (Борис Шиц) специализируются на квартирных кражах произведений искусства. После ограбления коллекционера Цуму задерживает полиция, но его напарнику удаётся скрыться с добычей.
Через несколько лет Цума выходит из тюрьмы в отпуск по «болезни». У него уже есть работа — в пользу крупного бизнесмена по прозвищу «Толстый» (Мечислав Громбка) он должен похитить картину «Дама с горностаем» работы Леонардо да Винчи, которая находится в национальном музее. Во время кражи Цума намерен заменить картину копией.
За помощью Цума обращается к своему другу Юлиану. Он не знает, что за прошедшее время Юлиан «завязал» и теперь работает в полиции. Юлиан не хочет, чтобы картина, являющаяся национальным достоянием Польши, была украдена. Он соглашается помочь Цуме, на самом же деле заказывает две копии, дабы обмануть самого напарника и сохранить картину государству.
Для кражи компаньоны закладывают динамит в тоннель, проходящий под улицей. Когда полиция перевозит картину на машине «Скорой помощи», они подрывают заряд, и автомобиль проваливается в тоннель. Грабителям удаётся скрыться.
Однако искусствовед Хаген (Ян Махульский) и молодая художница Магда (Камилла Баар), которые делают копии по заказу Юлиана, догадываются о его планах. Они делают ещё две копии, а когда о дерзком ограблении сообщают СМИ, под видом оригинала продают копии западным коллекционерам.

## В ролях
| Актёр               | Роль                     |
| ------------------- | ------------------------ |
| Роберт Венцкевич    | Роберт «Цума» Цуминский  |
| Борис Шиц           | Юлиан «Шершень» Паулевич |
| Мечислав Громбка    | «Толстый»                |
| Марцин Дороциньский | комиссар полиции Волк    |
| Камилла Баар        | Магда                    |
| Яцек Круль          | Вербус                   |
| Ян Махульский       | Тадеуш Хаген             |
| Ежи Гралек          | доктор Вядерный          |
| Юзеф Палечка        | тюремный охранник        |

## Награды
- 2004, 29-й Фестиваль Польских Художественных Фильмов[pl], Гдыня:
  - Приз за лучший сценарий — Юлиуш Махульский
- 2004, Фестиваль «чёрных» фильмов, Курмайор (англ. Noir in Festival, Courmayeur):
  - Приз жюри — Роберт Венцкевич
  - Приз жюри — Борис Шиц
- 2005, Польская Кинематографическая Премия «Орёл»[en]:
  - Премия в номинации «Лучшая режиссура» — Юлиуш Махульский
  - Премия в номинации «Лучший сценарий» — Юлиуш Махульский